# Kreditbrief
Der Kreditbrief (englisch Commercial letter of credit, CLC oder englisch letter of credit, L/C) ist die Anweisung an eines oder mehrere Kreditinstitute, dem in der Urkunde genannten Zahlungsempfänger eine bestimmte Geldsumme als Barauszahlung zur Verfügung zu stellen.

## Allgemeines
Wie bei anderen Anweisungsarten sind auch beim Kreditbrief drei Beteiligte vorhanden. Der Anweisende ermächtigt den von ihm angewiesenen Aussteller des Kreditbriefs, dem Anweisungsempfänger gegen Vorlage des Kreditbriefes Zahlung zu leisten. Als Aussteller fungieren ausschließlich Kreditinstitute. Der Hauptzweck des Kreditbriefs bestand früher darin, dass bei Reisen (insbesondere ins Ausland) durch Vorlage des Kreditbriefs bei bestimmten Banken Bargeld abgehoben werden konnte.

## Geschichte
Der ehemalige Bischof von Paris, Maurice de Sully, soll 1191 eine Urkunde ausgestellt haben, „den ältesten Kreditbrief, den wir bisher kennen“. Darin verhieß er 16 Rittern vom dritten Kreuzzug unter Philipp II. bei ihrer Rückkehr eine Zahlung in Paris. Die unter Ludwig XIV. im März 1673 in Kraft getretene französische „Verordnung Ludwig XIV. über den Handel der Händler und Kaufleute“ enthielt ab Art. 27 auch Wechselrecht, das teilweise kreditbriefähnliche Wechselarten vorsah. Denn für den französischen Kaufmann Jacques Savary war in seinem Code Savary (1673) der Wechsel mit der Klausel „Wert verstanden“ (französisch valeur entendue) ein Kreditbrief. In seinem Dictionnaire universel de commerce hielt er und seine Söhne 1723 den Kreditbrief für eine andere Form der Schuld. 
Bereits im Dezember 1797 wird die Möglichkeit der Ausstellung eines Kreditbriefs in Deutschland durch einen Kaufmann erwähnt. Im Dezember 1850 verkaufte Heinrich Schliemann sein als Goldsucher in Kalifornien gefundenes Gold an die Bank of England und deponierte die Hälfte des Geldgegenwerts gegen einen Kreditbrief bei einer Bank in New York. Im Mai 1914 führte die deutsche Post den Postkreditbrief ein, bei dem der Maximalbetrag von 10.000 Mark zuvor bei einem Postscheckamt eingezahlt werden musste. Jedes Postamt durfte hieraus bis zu 3.000 Mark auszahlen. Er wurde im Mai 1930 abgeschafft und durch Postreiseschecks ersetzt. Der Kreditbrief wurde in Deutschland ab 1960 zunehmend durch den Reisescheck verdrängt und hat heute in seiner ursprünglichen Form keine Bedeutung mehr.

## Arten
Es gab den Spezialkreditbrief und den Zirkularkreditbrief (Reisekreditbrief). Während der Spezialkreditbrief lediglich an eine Bank adressiert ist, die auch nur nach vorausgegangener Avisierung (schriftlicher Ankündigung) auszahlen darf, kann der Zirkularkreditbrief bei mehreren Banken ganz oder teilweise eingelöst werden. Sind Teilauszahlungen vorgesehen, werden diese auf der Rückseite der Urkunde vermerkt. Der „Commercial letter of Credit“ (Handelskreditbrief) ist heute die in angelsächsischen Ländern im Außenhandel gebräuchliche Form des deutschen Akkreditivs.

## Rechtsfragen
Der Begriff Kreditbrief ist missverständlich, denn Kredit wird dem Anweisenden keineswegs zur Verfügung gestellt. Der Kreditbrief ist nach Ansicht des Reichsgerichts (RG) nämlich eine Sonderform der Anweisung zur Zahlung und nicht etwa zur Kreditierung. Diesem Urteil zufolge stehen dem Kreditbrief das Akkreditiv und der Reisescheck nahe. Der Anweisende muss die dem Zahlungsempfänger zur Verfügung gestellte Geldsumme vor Ausstellung des Kreditbriefs bei der Bank einzahlen, die ihm dann den Kreditbrief aushändigt. Begehrt er Auszahlung aus dem Kreditbrief, muss er ihn den Banken vorlegen. Der Kreditbrief ist deshalb als kaufmännischer Verpflichtungsschein nach § 363 HGB einzustufen. Dem wirtschaftlichen Zweck entsprechend besitzt er zunächst keine Orderklausel und lautet auf den Namen des Zahlungsempfängers, ist also ein Namenspapier. Kreditbriefe gelten als Geldsurrogate, können also als Zahlungsmittel verwandt werden, unterliegen jedoch keinem Annahmezwang durch dritte Gläubiger.
Der Kreditbrief ist in seiner Form als „Commercial letter of Credit“ nach Art. 9a ERA 600 als Akkreditiv anerkannt und wird in Art. 10b II ERA 600 als frei negoziierbares Akkreditiv definiert. Der Unterschied zwischen dem Handelskreditbrief und dem Akkreditiv liegt in ihren Rechtsgrundlagen. Während der Handelskreditbrief als kaufmännischer Verpflichtungsschein anzusehen ist, handelt es sich beim Akkreditiv um einen Geschäftsbesorgungsvertrag (§ 675 BGB). Der Handelskreditbrief ist – bei vorhandener Orderklausel – durch Indossament frei übertragbar, das Akkreditiv ist nur einmalig übertragbar.

## International
In der Schweiz findet sich in Art. 407 Abs. 1 OR für den Kreditbrief eine Legaldefinition, wonach ein Adressant den Adressaten „mit oder ohne Angabe eines Höchstbetrages beauftragt, einer bestimmten Person die verlangten Beträge auszuzahlen“. Hierin wird ferner bestimmt, dass der Kreditbrief nach den Schweizer Vorschriften über den Auftrag und die Anweisung zu beurteilen ist.
Hauptverwendungsland des Kreditbriefs sind heute die USA, wo der „Commercial letter of Credit“ vereinfachend „CLC“ oder „C/L“ abgekürzt wird. Der CLC ist dort im Uniform Commercial Code (UCC) in den §§ 5-102 ff. UCC ausführlich geregelt und wird im Außenhandel wie ein Akkreditiv beim Export oder Import genutzt. Nach der dortigen Legaldefinition in § 5-102 (10) UCC handelt es sich beim CLC um eine „Verpflichtung, die die Erfordernisse des § 5-104 UCC durch einen Aussteller erfüllt, der auf Antrag für Rechnung des Antragstellers auf Grundlage der Präsentation von Dokumenten die Zahlung von Geld oder Lieferung von Werten honoriert“. Danach ist der CLC eine Urkunde, mit der die ausstellende Bank den Begünstigten ermächtigt, von Dokumenten begleitete Wechseltratten auf die ausstellende Bank zu ziehen und sich selbst jedem gutgläubigen Erwerber („Bona fide-Klausel“) gegenüber zur Einlösung verpflichtet. Als solcher kommt er deshalb auch bei den deutschen Handelspartnern der amerikanischen Unternehmen im internationalen Zahlungs- und Kreditverkehr als ein den Handel absicherndes Geschäft vor.